# Герб Луганской Народной Республики
Госуда́рственный герб Луга́нской Наро́дной Респу́блики — один из официальных государственных символов подконтрольной России Луганской Народной Республики наряду с флагом и гимном. Утверждён 29 октября 2014 года.

## Описание
Герб представляет собой гранёную от углов к центру красную пятиконечную звезду, обрамлённую белой каймой и золотыми лучами. Слева и справа от звезды расположены золотые пшеничные колосья, обвитые стягом в цветах государственного флага Луганска, по одному цвету флага на каждый виток стяга — голубой, синий, красный, соответственно. За пшеничными колосьями расположен венец из дубовых листьев с каждой стороны. Под звездой расположен стяг в цветах государственного флага. Надпись выполнена золотой шрифтовой гарнитурой с засечками. Над пятиконечной красной звездой расположена восьмиконечная золотая звезда, к которой смыкаются обе группы пшеничных колосьев.

## Предыстория
До утверждения герба властями непризнанной республики в качестве государственных символов использовались три:
- в апреле—мае 2014 года — двуглавый орёл с гербом Луганска и двумя скрещёнными кирками под ним (иногда без кирок), изображённый также на первом флаге Луганска;
- в июне — июле 2014 года — вариация на тему герба Луганской области с некоторыми модификациями (лента цветов украинского флага заменена на георгиевскую, текст под щитом: Луганская Народная Республика;
- с конца августа по начало ноября 2014 года, без какого-либо официального утверждения, на флагах непризнанной республики появился новый герб, где щит из трёх частей обрамляли колосья и созвездие, а под ним была расположена синяя лента[5][4]:

— <...> Это, вероятно, новый герб ЛНР — я на видео  увидел его в первый раз, — говорит Николай Чмир. — Что его составляет: там есть щит (по требованиям геральдики это основа). На нём конь серебряный на красном фоне — нормально, подсолнух на зеленом — в принципе, пойдет. Но вот то, что там внизу на синем фоне чёрные силуэты молотков и шахты — с точки зрения геральдики, это нарушение.
Эксперт отмечает в этом изображении влияние герба Советского Союза — колоски и лента. Звёзды — это 17 районов Луганской области. Внизу же — надпись на голубой ленте, которую можно разглядеть на другом видео: «Воля свободных людей».
Мы, в свою очередь, добавим, что есть преемственность у нового герба и с прежним гербом области. Цвета щита — красный, зелёный и синий. Конь опять же. Солнце восходящее — только его переместили наверх. Честно сказать, не намного хуже прежнего.
— СИРГИС ИНФОРМ, «О чём говорят гербы сепаратистов?»

Герб Луганской области
Герб ЛНР в апреле — мае 2014 года
Герб ЛНР в июне — октябре 2014 года